# Lucy Thompson
Lucy Thompson (9 de noviembre de 1972) es una jinete irlandesa que compitió en la modalidad de concurso completo.
Ganó dos medallas en el Campeonato Europeo de Concurso Completo de 1995, oro en la prueba individual y bronce por equipos.

## Palmarés internacional
| Campeonato Europeo | Campeonato Europeo          | Campeonato Europeo | Campeonato Europeo |
| Año                | Lugar                       | Medalla            | Categoría          |
| ------------------ | --------------------------- | ------------------ | ------------------ |
| 1995               | Pratoni del Vivaro (Italia) | Medalla de oro     | Individual         |
| 1995               | Pratoni del Vivaro (Italia) | Medalla de bronce  | Por equipos        |